# A Monster Like Me
 (срп. Чудовиште као ја) пјесма је норвешког текстописца Ћетила Мерланда коју су извели Мерланд и Дебра Скарлет. Пјесма је представљала Норвешку на Пјесми Евровизије 2015. Објављена је у формату дигиталног преузимања 17. фебруара 2015.

## Мелоди Гранд При 2015
Током конференције Мелоди Гранд Прија 2015. године, односно 12. фебурара 2015. године, објављено је да је пјесма A Monster Like Me једна од једанаест конкурената за представљање Норвешке на Пјесми Евровизије 2015. године. Ред наступа је одлучио да ће је извести девету по реду, а успјели су се пласирати у „златно финале” такмичења. A Monster Like Me је укупно добила 88.869 гласова, што је 3.496 гласова испред других конкурената и што је створило шансу за такмичење у Бечу.
Након што је побиједила на Мелоди Гранд Прију 2015. године, успјешно се попела на 24. мјесто хит листе ВГ-листа.

## Музички видеозапис
Музички видеозапис пјесме су режирали Фредерик Стобак и Аудун Манес, те је исти објављен на Мерландов канал 20. фебруара 2015. године. Видеозапис почиње са Мерландом како стоји на једној страни собе иза стола. У наставку видеозаписа у први пано долази Скарлет испред стола. Одједном се гости почну дрско понашати бацајући хрпу хране између себе. Мерланд није желио да има знатно пуно радње у видеозапису, јер је сматрао да ће то сметати при уживању и разумијевању стихова и мелодије. Хтио је саградити филмску и мистериозну атмосферу пјесме, те је изјавио да је га је инспирисао Хенрик Ибсен:
На крају смо добили концепт кога је знатно инспирисао Ибсен те је базиран око раскошне вечере и завршава се крахом фасаде која се поставила током цијелог видеозаписа. Ово је створило доста простора за лијепе слике без било каквих компликованих радњи и реакција особа. Дебра [Скарлет] и ја бисмо били толико хладни и безосјећајни како бисмо направили што бољу напетост и направили контраст оваквој емоционалној пјесме, што је на крају био значајан изазов али сматрамо да је на крају све веома добро испало!

## Списак нумера
Дигитално преузимање
1. — 3:04

## Историја издања
| Регион   | Датум             | Формат               | Дискографска кућа |
| -------- | ----------------- | -------------------- | ----------------- |
| Норвешка | 17. фебруар 2015. | Дигитално преузимање | Мерланд           |